# Слобожани

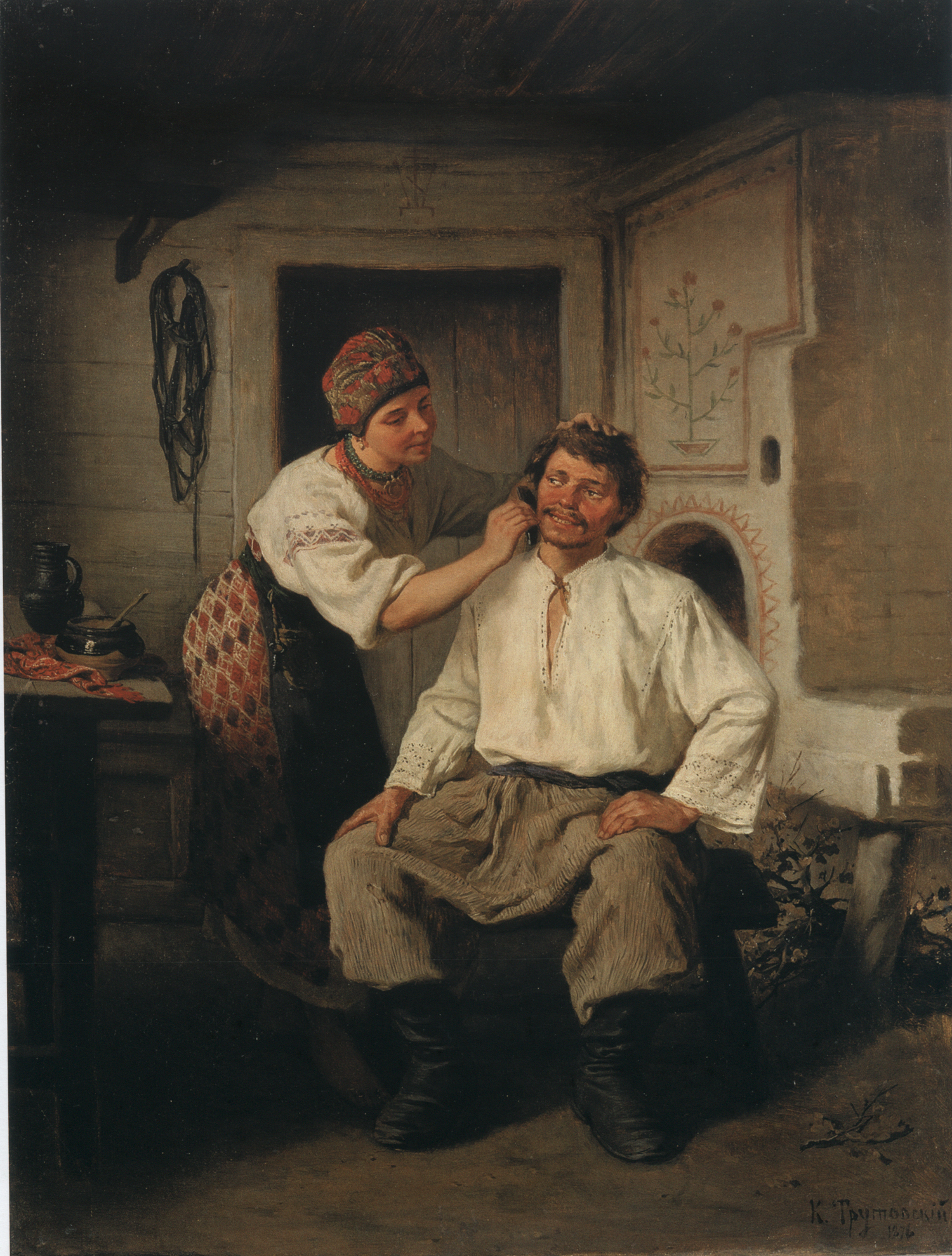

Слобожани (Слободяни) — назва населення, яке проживає на території Слобідської України. Слобідська Україна мала на заході кордон з Гетьманщиною, на півдні з Запорожжям і Кримським ханством, на півночі з Московською землею, на сході кордон проходив по ріці Дон.
Сам Харків 1655 року складався тільки з козаків. У 1680-х на Слобожанщині було близько 100 000 населення.
Перепис 1732 року налічував військового люду 106 000, а всіх разом 400 000.
За переписом 1897 року на території старої Слобожанщини: в Харківській губернії нараховувалося 2 492 316 населення, з них 2 009 411 українців, у Воронізькій губернії — 854 053 українців, у Курській губернії — 523 277, усього близько 4 млн. У 17 ст. на території Слобожанщини було одне козацтво з невеликою кількістю духовенства та старшини.

## Оселя
Церква

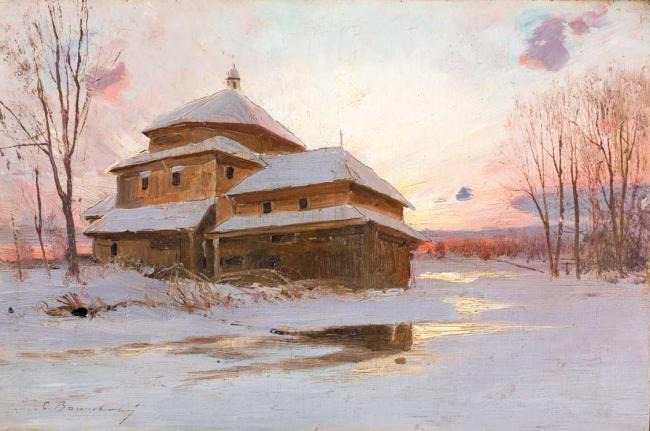
Сергій Васильківський

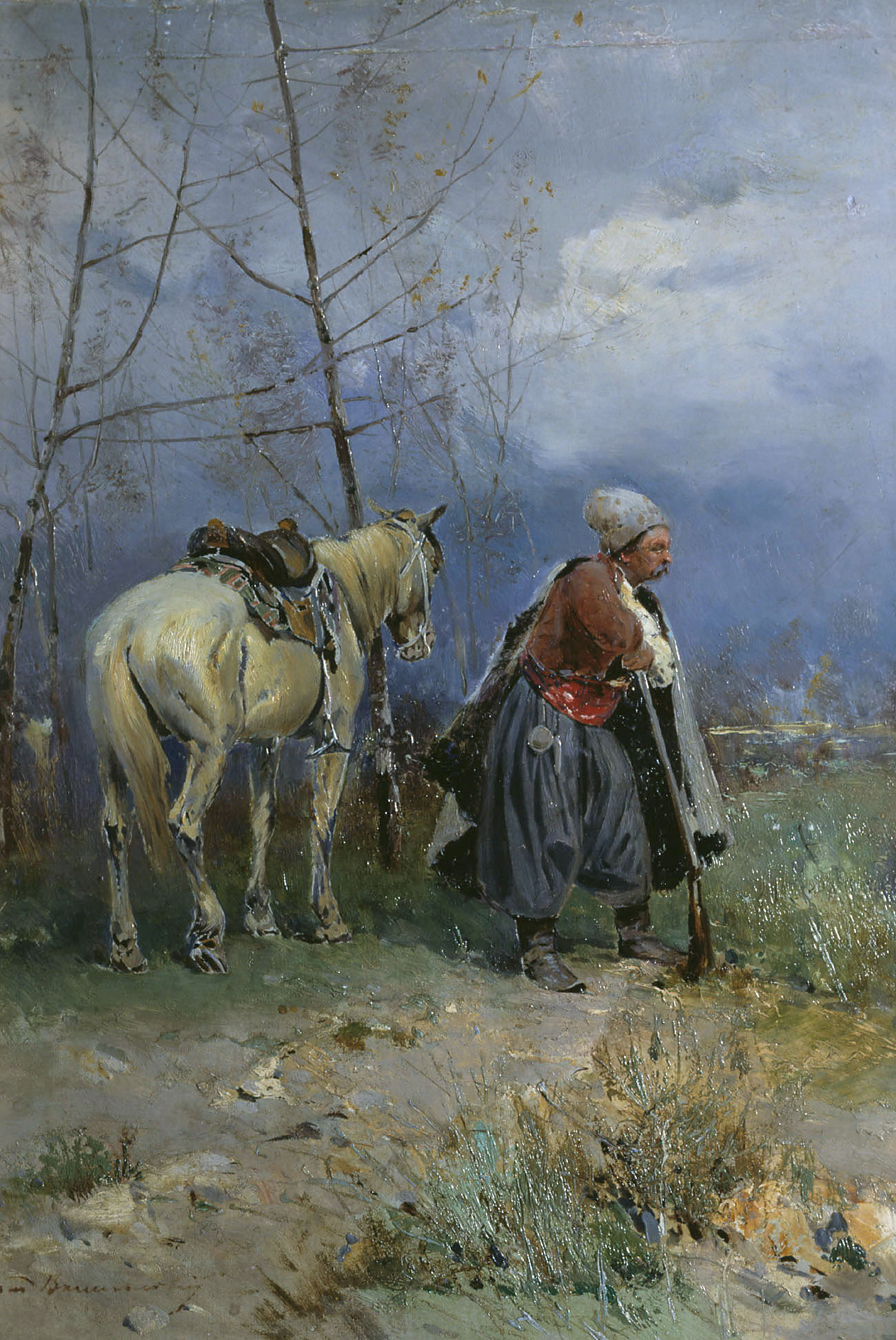

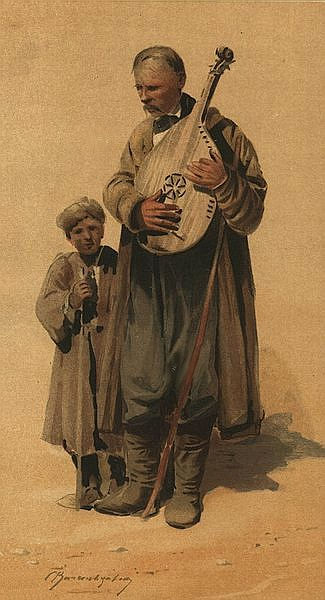

Церкви були збудовані в привабливому українському стилі, здебільшого на три поверхи, інколи на п'ять.
Будівлі на Слобожанщині були невеликі, міщанські будинки мало чим відрізнялися від панських і взагалі навіть будинки найбільшої старшини були невеликі. В будинках Слобожанщини, Полтавщини, Запоріжжя, Поділля сволоки у світлицях були вирізні з написом релігійного змісту, під написом були хрести з ім'ям будівника й датою. Такі написи пов'язані були не тільки з освяченням будинку, а також впливали на все життя мешканців, прив'язуючи їх до рідного краю. Хати були переважно дерев'яні. Слобожанщина входить до регіону рублених хат. Спочатку їх клинували, потім обмащували глиною і зверху білили крейдою або фарбували синькою чи охрою. Здебільшого хати були білі, а тільки призьба обмащена охрою. Груби клалися з цегли та кахель; у заможніших кахлі були зелені, а у інших — побілені крейдою. Білили хату по суботах та перед великими празниками, улітку навіть з надвору. Дахи були рівні без виступів і без поверхового гребня соломи. Димар в давнину був хворостяний, обмащений глиною. Хати були оточені тином, в якому інколи навпроти вікна прорізали дірку, щоб було видно на вулицю. Хати були двокамерні, посередині були сіни.

## Побут
Щодо побуту середнього та нижчого станів слобожан, то він був чисто український і взагалі схожий зі старшинським. Відрізнявся він тільки од нього своїм убожеством. Українська козацька або селянська, або міщанська хата відрізнялася від панського будинку тільки своїм розміром; матеріал будівлі був однаковий — дерево, гонт, очерет, солома; і у заможних козаків можна було побачити навіть кахельні груби, які звичайно були у панських будинках і які ми бачили у Шидловського. У хатах козаків, міщан та посполітих були ті ж образи, лавки, килими, коці, рушники, скрині з одежою і українським убранством — тільки усе отеє було куди бідніше та дешевше.

## Одяг
У 1841 році Квітка-Основ'яненко писав, що одяг почав змінюватися. В давнину козаки носили широкі штани, каптанок підперезаний поясом. Поверх — черкеску з вильотами або відкидними рукавами, високу смушеву шапку з верхом з кольорового сукна. На поясі на ретязькові ніж та шаблю, здебільшого криву. Коли козаків слобожанських перевернули на гусарів тоді і одяг поміняли. Прості люди носили свити підперезані поясом.
Жінки носили дерги і плахти з запаскою.
- Дерга — полотнище чорного або коричневого кольору, яким обгортались тісно навкруги сорочки.
- Плахта — це суконе полотнище в клітинки, від чого називали їх червчатки, якщо клітинки були червоного кольору, синятки — синього кольору і напільні були з червоними та синіми клітинками. Плахту перевязували поясом, спереду носили фартух або запаску яскравого кольору.

Зверху одягали свитку, корсетку, а зимою кожух. У старовину носили жупан, іноді з коміром, вишитим червоними нитками. Чоловіки носили кунтуші, кобеняки, киреї, свити, кожухи, сіряки, сиві або чорні смушеві шапки. Жінки ходили завжди в очіпку. Дівчата в косу вплітали скіндячки або стрічки.
Жіночі очіпки були парчеві або шовкові і різної форми. В Охтирці були круглі, в Лебединщині довгасті кораблики. Жіноцтво носило червоні або зелені чоботи або жовті з сап'яну. Під фабричним впливом одяг перемінився.
Загалом одяг мало відрізнявся від українців інших місцевостей, тільки на Київщині більше вживали чорний колір, а на Слобожанщині — білий. Заможні військові обивателі проживали у містах та великих слободах. На празники одягали жупани з тонкого німецького сукна, обложені золотом або срібляним позументом; жіночі кунтуші були тільки довші, ніж парубоцькі. Жінки носили ще шовкові кірсетки без рукавів і спідниці, обкладені позументом. Чобітки, черевички були шкуратяні або сап'янові — червоні або жовті з залізними підковками замість закаблуків. На шиї жіноцтво носило намисто або коралі, перли, і котра була багатша, та носила й більше низок намиста; туди нанизували також по одному або по кілька медальйонів або, як називали їх, талярів, а заможні нанизували між коралі червонці, згорнувши їх у трубочку, і коли треба було грошей, їх здіймали. На головах жінки носили шапочки-кораблики з чорною оксамитовою облямівкою; верхня частина її була парчова або з товстого важкого штофу; під шапочку підкладалося і усе волосся.

## Страва
Щоденна страва у слобожан була простою: борщ, каша крута або молочна, галушки прості або вареники з сиром чи вишнями, манна бабка, голубці, гречані пампушки, гарбузова каша, драглі з свинячих ніг, затирка, зубці, куліш, кваша, лимішка, локшина, макуха, цутрю, пундики, таратута, тетеря, полотки, пряженя, баба-шарпанина.
На свята пироги з квасолею, книші, перепічки, влітку огірки, кавуни, дині з хлібом. М'яса їли мало, здебільшого на Різдво і на Великдень. Рідко у кого не було паляниць та книшів; житний хліб майже у всіх був просіяний на ситі, а не на решеті; варили страву двічі на день — вранці і ввечері; варили борщ з буряків та капусти, з пшонною затіркою, з сирівцем, з салом. На вечерю подавали звичайно гречані або пшеничні вареники з сиром, гречані галушки з салом, пшонну густу кашу з салом або маслом та окропом; літом готували холодець; усякий мав свій город та баштан.

## Звичаї та риси характеру слобожан
Г. Ф. Квітка-Основ'яненко каже, що слобожанин любить чистоту, що він привітливий, почтивий у обходженні, почитає за гріх обдурити кого-небудь, чесно виконує обіцянки й умови. Скоріше його обдурять, ніж він. Слобожанин, як тільки є спромога, перше навчить сина ремеслу, навчає його грамоти, а потім уже вибирає йому заняття по його охоті. Українець любить музику і до неї здатний. На голос, без нот виучується грати на скрипці. Три таких музиканти складають із себе троїстих музик, які грають на весіллях. Дуже гарно співають по церковних хорах. Українці завжди славилися гарними голосами, із них набирали співаків до царського двора. Є і самоучки малярі, котрі малюють образи для церков, різчики іконостасів. Поважно відносяться до старших.
Свят у слобожан було багато, і деякі з них святкувалися по кілька днів, наприклад Трійця. Було чимало й місцевих свят, наприклад, Паликопи (Пантелеймона). І чоловіки, і жінки ходили по вулицях з музикою — скрипками та цимбалами. Заходили й до шинку, пили там горілку маленькою чаркою і танцювали або український, або польський танок. На храм приходила сила народу із сусідніх сел.
Слобожани дуже любили музику й танці. Любили скрипку, без якої не можна було відбути весілля, були й інші інструменти, наприклад: флейта, цимбали (гуслі), кобза або бандура і ліра; на двох останніх вигравали кобзарі та лірники. Григорій Савич Сковорода грав на флейті, басі скрипці, бандурі і гуслях. Пастухи грали на сопілках. Танцювали метелицю, горлицю й козачка. Горілку любили і вживали її з малих літ, але більш для бесіди ніж для пияцтва: п'ятеро чоловік могли в компанії просидіти і випити якусь піввосьмушку горілки; пили потроху, а більш балакали поміж себе, а коли і випивали більш як треба, то рідко лаялися і билися. Гостей збирали на свята та на хрестини, обідали, а під вечір розходилися. Але весілля справляли гучно і витрачали на них багацько грошей. У селян було більше усяких обрядів, ніж у містян.

## Весілля
Цікаві звістки про весілля у слобожан і гетьманців дає Калиновський. Починалося діло з того, що посилалися свах до батьків молодої; вони брали з собою, як посланці, хліб та посохи. При згоді молодої, вона давала старостам рушники, котрі у багатих були вишиті шовком або золотом. Старости поверталися до родини молодого, перев'язавши себе рушниками. З того дня молодий міг навіщати засватану дівчину. У суботу перед вінчанням (воно звичайно бувало у неділю вранці) молода робила бенкет і вечерю подружкам з піснями й танцями. Після весілля молоді йшли до батьків жениха на трапезу. Батько й мати жениха сиділи на кожусі, вивернутому уверх шерстю, і держали у руках хліб, котрим благославляли молодого, одпускаючи його на коні до молодої. Там батько й мати молодої виходили їм назустріч у вивороченому кожусі на кочерзі або на вилах з горщиком з водою або вівсом. На коня сідав родич молодої і немов утікав од бояр, котрі його доганяли теж на конях і приводили на двір, де він брав викуп за молоду. Викуп також брав малолітній брат молодої за свою сестру. Сідали за стіл, молода у сірому або білому кунтуші, обута в червоні черевики з підковками, в плахті, запасці, в вишитій сорочці з стрічками у волоссі, в намисті; молодий — у жупані та черкесці, у суконних штанях, у високій червоній шапці. Роздавалися подарунки, потім виходили на двір танцювати до обіду під музику. Грала звичайно троїста музика — скрипка, бас і флейта. На столі стояв коровай, перед образами — шабля з запаленими свічками. Подавали багато усякої страви: локшину з свининою і куркою, борщ, капусту. Дружка роздавав коровай. Після обіду знов танцювали, а потім вечеряли. Потім їхали у двір молодого, де запалювали куль соломи, і через сей костер усі переїздили. Молода роззувала молодого, а він злегенька бив її халявою по спині.
У понеділок ходили по усіх дружках і боярах й танцювали, дарували молодим подарунки на нове хазяйство. Приносили курку до тещі. Так празникували та бенкетували цілий тиждень. Весілля обходилося батькам молодої у 17 карб., а молодого— 16 карб., усього у 33 карб. У тому числі на горілку виходило 12 карб. Багато дечого з цих весільних звичаїв оддає дуже великою старовиною — часами домонгольської руської і дохристиянської доби, нагадує нам весільні звичаї у предків українців — сіверян, полян. Про се нагадують і такі старі назвиська, як князь та бояре, і те, що молодий їхав верхи, і те, що родич і брат молодої брали за неї викуп; нагадує про се шабля і звичай проїздити через очищаючий усе зле вогонь; особливо ж цікавий і старий звичай роззування молодого мужа, що робила у X ст. Рогніда, роззуваючи на весіллі Володимира. Батьки сиділи на вивернутому кожусі тому, що усе мохнате було символом багатства; символичне значіння на весіллі мала й курка.